# مجتبی ولی پور

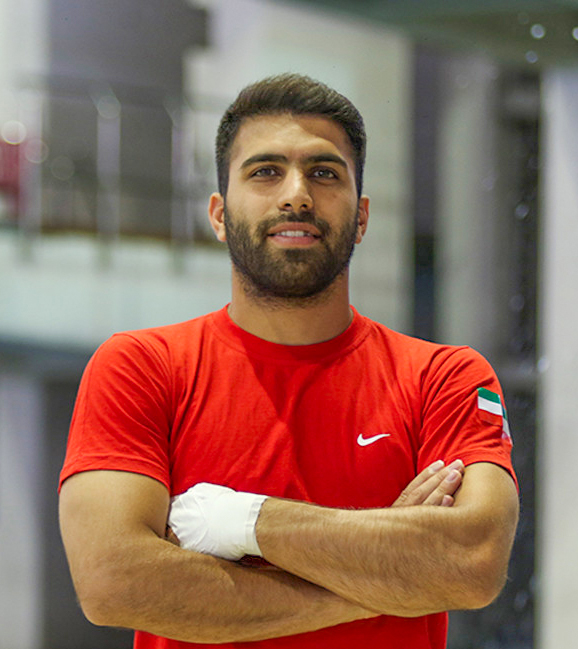
مجتبی ولی پور

مجتبی ولی پور (زاده 1370 هجری شمسی در تبریز) شناگر اهل ایران در رشته شیرجه است.
از سن ۴ سالگی شروع به رشته ورزش ژیمناستیک نموده و بعد از 5 سال رشته خود را تغییر داده و به رشته شیرجه رفت . بعد از یک سال توانست قهرمانی رشته شیرجه ایران را کسب کند . بعد از آن به اردوی تیم ملی شیرجه دعوت شد.
پر افتخار ترین ورزشکار رشته شیرجه ایران با بیشترین مدال طلای آسیایی و بین‌المللی می باشد و دارای مدرک تحصیلی کارشناسی ارشد مدیریت ورزش بوده و در حال تدریس و مشغول به کار در دانشگاه تبریز می باشد.
جوان نمونه سال 1389

## افتخارات:
1. رکورد دار کسب بیشترین تعداد مدال طلای قهرمانی کشور از سال 1381 تا 1402 و المپیاد ورزشی ایرانیان
2. رکورد دار کسب بیشترین تعداد مدال طلای مسابقات لیگ کشوری در سال های 1388 تا 1402
3. کسب مدال برنز قهرمانی آسیایی تایلند سال 2005[۱]
4. کسب دو مدال قهرمانی آسیایی جاکارتا سال 2007
5. کسب مدال طلای مسابقات بین الملی مالزی سال 2008
6. کسب دو طلا و یک نقره مسابقات قهرمانی آسیایی جاکارتا سال 2011
7. شرکت در مسابقات جام جهانی آلمان سال 2008
8. کسب مدال برنز قهرمانی آسیایی ژاپن سال 2009
9. کسب یک مدال طلا و یک نقره در مسابقات کاپ آسیا سنگاپور سال 2010[۲]
10. فینالیست مسابقات بازی‌های آسیایی گوانگجو سال 2010[۳]
11. شرکت در مسابقات جام جهانی چین سال 2010
12. کسب دو مدال طلا و  یک مدال نقره مسابقات قهرمانی آسیا جاکارتا 2011[۴]
13. شرکت در انتخابی المپیک لندن 2012[۵]
14. کسب دو مدال طلا و قهرمان قهرمانان مسابقات بین‌المللی اتریش سال 2014[۶]
15. کسب دو مدال طلا و دو نقره و یک مدال برنز مسابقات رده سنی قهرمانی آسیا و قهرمان قهرمانان مسابقات تایلند سال 2015[۷]
16. کسب یک مدال طلا و یک نقره مسابقات باشگاهی جهان هستند سال 2016
17. کسب مدال برنز سطح اول قهرمانی آسیایی ژاپن 2016[۸]
18. شرکت در انتخابی المپیک برزیل سال 2016[۹]
19. کسب سه مدال طلای مسابقات بازی‌های همبستگی کشورهای اسلامی باکو 2017[۱۰]
20. کسب یک مدال طلا و یک نقره مسابقات باشگاهی ایتالیا 2018[۱۱]
21. کسب سه مدال نقره و یک برنز رده سنی قهرمانی آسیایی هند 2019[۱۲]
22. شرکت در انتخابی المپیک ژاپن 2020[۱۳]
23. راهیابی به فینال شیرجه یک متر بازی های آسیایی 2018 – اندونزی[۱۴]
24. قهرمانی مس سونگون در لیگ برتر شیرجه[۱۵]

## سوابق مربی گری:
1. مربی بین الملی رشته شیرجه 2018
2. مربی استان آذربایجان شرقی از سال 1389

## فهرست منابع:
1. ↑  خبرگزاری جمهوری اسلامی. «مجتبی ولی پور به مدال برنز شیرجه آسیا دست یافت». www.irna.ir. دریافت‌شده در ۲۰۲۳-۱۱-۲۴.
2. ↑  «تیم شیرجه ایران با کسب 22 مدال طلا، نقره و برنز به کار خود پایان داد». خبرگزاری مهر | اخبار ایران و جهان | Mehr News Agency. ۲۰۱۰-۰۳-۰۱. دریافت‌شده در ۲۰۲۳-۱۱-۲۴.
3. ↑  «شیرجه روهای ایران در تخته یک متر هفتم و نهم شدند». خبرگزاری مهر | اخبار ایران و جهان | Mehr News Agency. ۲۰۱۰-۱۱-۲۴. دریافت‌شده در ۲۰۲۳-۱۱-۲۴.
4. ↑  عصر ایران. «تیم ملی شیرجه ایران نایب قهرمان شد».
5. ↑  YJC، خبرگزاری باشگاه خبرنگاران | آخرین اخبار ایران و جهان |. «مجتبي ولي پور با 13 امتياز المپيک 2012 لندن را از دست داد». fa. دریافت‌شده در ۲۰۲۳-۱۱-۲۴.
6. ↑  «دو مدال طلای شیرجه روی آذربایجان شرقی در رقابت های شیرجه اتریش». ایسنا. ۲۰۱۴-۰۶-۲۸. دریافت‌شده در ۲۰۲۳-۱۱-۲۴.
7. ↑  «ولی پور در سکوی 10 متر طلا گرفت». خبرگزاری ایلنا. ۲۰۲۳-۱۱-۲۴. دریافت‌شده در ۲۰۲۳-۱۱-۲۴.
8. ↑  «خبرگزاری فارس | شیرجه تاریخی پس از 6 دهه/ برق مدال در پهنه آفتاب تابان». www.farsnews.ir. دریافت‌شده در ۲۰۲۳-۱۱-۲۴.
9. ↑  YJC، خبرگزاری باشگاه خبرنگاران | آخرین اخبار ایران و جهان |. «تلاش شیرجه رو آذربایجانشرقی برای کسب کسب سهمیه المپیک ریو». fa. دریافت‌شده در ۲۰۲۳-۱۱-۲۴.
10. ↑  ایران، کمیته ملی المپیک جمهوری اسلامی. «چهارمین دوره بازیهای همبستگی کشورهای اسلامی؛مجتبی ولی پور دارنده سه طلای شیرجه:با کمترین ورزشکار بیشترین مدال را کسب کردیم». کمیته ملی المپیک جمهوری اسلامی ایران. دریافت‌شده در ۲۰۲۳-۱۱-۲۴.
11. ↑  YJC، خبرگزاری باشگاه خبرنگاران | آخرین اخبار ایران و جهان |. «نظرپور و ولی پور در ایتالیا طلایی شدند». fa. دریافت‌شده در ۲۰۲۳-۱۱-۲۴.
12. ↑  «شیرجه روهای ایران در روز پایانی دو مدال نقره گرفتند – فدراسیون شنا، شیرجه و واترپلو جمهوری اسلامی ایران». دریافت‌شده در ۲۰۲۳-۱۱-۲۴.
13. ↑  «پایان کار ولی پور در سکوی ۱۰ متر شیرجه». خبرگزاری مهر | اخبار ایران و جهان | Mehr News Agency. ۲۰۲۱-۰۵-۰۳. دریافت‌شده در ۲۰۲۳-۱۱-۲۴.
14. ↑  «ولی پور به فینال شیرجه یک متر راه یافت». ورزش سه. دریافت‌شده در ۲۰۲۳-۱۱-۲۴.
15. ↑  «قهرمانی مس سونگون در لیگ برتر شیرجه». ورزش سه. دریافت‌شده در ۲۰۲۳-۱۱-۲۴.